# R con gancho
La R con gancho (mayúscula: Ɽ, minúscula: ɽ) es una letra del alfabeto latino, derivada de una letra R con la adición de una cola . Su forma mayúscula puede basarse en la R mayúscula o minúscula.

## Uso
La ⟨ɽ⟩ es usada en el Alfabeto Fonético Internacional par representar una vibrante simple retrofleja.
La Ɽ también se utiliza en varios alfabetos sudaneses, incluidos el heiban, el koalib, el moro y el otoro . Se coloca después de R en orden alfabético .

## Unicode
La versión minúscula (ɽ) se agregó a Unicode desde Unicode 1.0, mientras que la versión mayúscula (Ɽ) solo se agregó desde Unicode 5.0.
Sus códigos en Unicode son U+2C64  y U+027D  respectivamente.
| Carácter      | Ɽ                                | Ɽ                                | ɽ                              | ɽ                              |
| ------------- | -------------------------------- | -------------------------------- | ------------------------------ | ------------------------------ |
| Unicode       | LATIN CAPITAL LETTER R WITH HOOK | LATIN CAPITAL LETTER R WITH HOOK | LATIN SMALL LETTER R WITH HOOK | LATIN SMALL LETTER R WITH HOOK |
| Codificación  | decimal                          | hex                              | decimal                        | hex                            |
| Unicode       | 11364                            | U+2C64                           | 637                            | U+027D                         |
| UTF-8         | 226 177 164                      | E2 B1 A4                         | 201 189                        | C9 BD                          |
| Ref. numérica | &#11364;                         | &#x2C64;                         | &#637;                         | &#x27D;                        |